# Hoikka-Hiue och Iso-Hiue
Hoikka-Hiue och Iso-Hiue med Maijanletto är en ö i Finland. Den ligger i Bottenviken och i kommunen Uleåborg i den ekonomiska regionen  Uleåborgs ekonomiska region i landskapet Norra Österbotten, i den norra delen av landet. Ön ligger omkring 21 kilometer nordväst om Uleåborg och omkring 550 kilometer norr om Helsingfors.
Öns area är 1,19 kvadratkilometer och dess största längd är 2,3 kilometer i nord-sydlig riktning.

## Ödelar och uddar
- Hoikka-Hiue 65°08′12″N 25°07′55″Ö / 65.13674°N 25.13194°Ö
- Iso-Hiue 65°07′44″N 25°06′24″Ö / 65.12894°N 25.10674°Ö
- Pohjasnokka 65°08′27″N 25°07′45″Ö / 65.1408°N 25.12923°Ö (udde)
- Rantinletto 65°07′52″N 25°07′17″Ö / 65.13111°N 25.12149°Ö (udde)
- Maijanletto 65°07′52″N 25°08′35″Ö / 65.13105°N 25.14313°Ö
- Ristikarinnokka 65°07′31″N 25°06′53″Ö / 65.12539°N 25.11486°Ö (udde)